# Gypped in the Penthouse
Gypped in the Penthouse (br.: Cavando a vida) é um filme de curta metragem estadunidense de 1955, dirigido por Jules White. É o 161º de um total de 190 filmes da série com os Três Patetas produzida pela Columbia Pictures entre 1934 e 1959.

## Enredo
Shemp está num clube chamado "Dos que odeiam as mulheres" quando avista seu velho companheiro Larry. Ele quer saber porque Larry entrou para o clube então ele senta com Shemp e começam a beber enquanto conta sua história (mostrada em flashback). Larry diz que viu um anúncio de jornal de uma mulher chamada Jane (Jean Willes) em busca de companhia e que foi com um anel de diamantes até ela. No entanto, Moe chega com um anel maior e ela troca Larry por ele. Shemp também conta a história e diz que conheceu uma mulher no metrô e que a acompanhou até seu apartamento. Ela lhe disse que estava separada mas pouco depois chega o marido (Moe) (Ela explica: "Ele estava viajando então estávamos separados, não é?") e Shemp tem que sair correndo ameaçado por um revólver. Finalizadas as histórias, os dois são chamados de lado por Charlie (Emil Sitka) que lhes apresenta o novo membro que não é outro senão Moe. Os três brigam e Shemp e Larry saem do clube mas trombam com Jane na calçada. Shemp e Larry percebem que ela é a mulher que ambos odeiam. Ela carregava um pacote de compras então eles pegam alguns ovos e farinha do pacote e jogam na cabeça dela.

## Citações
Ao tentar recuperar seu anel que caira dentro do piano, Shemp destroça o instrumento musical.
- Jane: (furiosa) "Seu destruidor!"  (Pegando o anel de Shemp que estava no chão) "Seu anel!"  (colocando-o dentro do decote) "Isso servirá para pagar os danos!"
- Shemp: (quebrando a quarta parede) "Deve ter um jeito de eu recuperar o anel sem ter problemas com a censura!".